# 波兰 (纽约州)
波兰（英語：Poland）是位于美国纽约州肖托夸县的一个镇，地处肖托夸县东端，建于1832年。2010年美国人口普查时，该镇有2356人。此地最初以林业经济为主。在林木采伐完后，改以农业为主。